# Karel Valkoun
Karel Valkoun (* 25. února 1976) je bývalý český fotbalista.

## Fotbalová kariéra
V české lize hrál za FK Viktoria Žižkov. Nastoupil ve 35 utkáních a dal 2 góly. Ve druhé lize hrál za FK Mladá Boleslav.

## Ligová bilance
| Ročník                            | Zápasy | Góly | Klub               |
| --------------------------------- | ------ | ---- | ------------------ |
| 1. česká fotbalová liga 1993/1994 | 2      | 0    | FK Viktoria Žižkov |
| 1. česká fotbalová liga 1995/1996 | 6      | 0    | FK Viktoria Žižkov |
| Gambrinus liga 1997/1998          | 8      | 0    | FK Viktoria Žižkov |
| Gambrinus liga 1998/1999          | 9      | 2    | FK Viktoria Žižkov |
| Gambrinus liga 1999/2000          | 8      | 0    | FK Viktoria Žižkov |
| Gambrinus liga 2000/2001          | 2      | 0    | FK Viktoria Žižkov |
| CELKEM                            | 35     | 2    |                    |